# Cèra d'Arrostanh
Cèra d'Arrostanh (en francès Sère-Rustaing) és un municipi francès situat al departament dels Alts Pirineus i a la regió d'Occitània.

## Demografia
| 1962                                       | 1968 | 1975 | 1982 | 1990 | 1999 | 2007 |
| ------------------------------------------ | ---- | ---- | ---- | ---- | ---- | ---- |
| 71                                         | 103  | 107  | 106  | 112  | 111  | 138  |
| Des de 1962: població sense dobles comptes |      |      |      |      |      |      |

## Administració
| Període | Identitat             | Partit |
| ------- | --------------------- | ------ |
| 2008-   | Jean-Baptiste Chuburu |        |